# Lola (telenovela)
Lola es una telenovela chilena transmitida por Canal 13 desde el 26 de septiembre de 2007 hasta el 4 de noviembre de 2008. Es una adaptación de la telenovela argentina Lalola, original de Susana Cardozo y Pablo Lago, y aborda temas como el machismo, la violencia sobre la mujer y el lesbianismo. Es protagonizada por Blanca Lewin, Jorge Alberti, Gonzalo Valenzuela e Íngrid Cruz.
Originalmente iba a ser transmitida únicamente durante el segundo semestre de 2007, pero debido a su éxito fue alargada hasta marzo de 2008 para coincidir con el estreno de su sucesora Don Amor, que al no tener los resultados esperados, hizo que se volviera a extender por el resto del semestre, terminando recién en noviembre de 2008. Esto generó que, en su momento, fuese la telenovela más larga de la televisión chilena hasta ser superada por Verdades ocultas.

## Elenco

### Primera temporada
- Blanca Lewin como Dolores "Lola" Padilla / Eduardo "Lalo" Padilla
- Gonzalo Valenzuela como Diego Martínez.
- Íngrid Cruz como Grace Fernández
- Diego Muñoz como Gastón Correa.
- Héctor Noguera como Carlos Aguirre.
- Solange Lackington como María Teresa "Marité" Sagardia.
- Maricarmen Arrigorriaga como Flora Soto.
- Fernando Kliche como Eduardo "Guayo" Padilla.
- Loreto Valenzuela como Alicia Toro.
- Paula Sharim como Luna Valladares.
- Nicolás Saavedra como Patricio Urquieta.
- Aranzazú Yankovic como Soledad Gallegos.
- Catherine Mazoyer como Romina Jara.
- Pablo Cerda como Rubén Donoso.
- Guido Vecchiola como Gonzalo Castro
- Elvira Cristi como Victoria Núñez.
- César Sepúlveda como Nicolás Bascoli.
- María Gracia Omegna como Mercedes Pacheco.
- Gonzalo Olave como Sebastián Cuevas.
- Fabiola Matte como Natalia Aguirre.
- Elisa Zulueta como Julia Amigo.
- Teresa Hales como Rafaela Ovalle.
- Teresa Münchmeyer como Clarita Vásquez.

#### Participaciones
- Jorge Alberti como Eduardo "Lalo" Padilla Toro
- María Elena Duvauchelle como Estrella Valladares.
- Antonella Ríos como Francisca Monsalve.
- Lorena Capetillo como Myriam Videla.
- Carolina Castillo como Elisa Pávez.
- Alejandro Trejo como Giovanni Báscoli, padre de Nicolás.
- Alejandro Goic como Valentín Urquieta.
- Myriam Pérez como Adriana, mamá de Rubén.

### Segunda temporada
- Blanca Lewin como Josefina "Pepa" Galindo.
- Jorge Alberti como José "Pepe" Galindo.
- Íngrid Cruz como Grace Fernández
- Diego Muñoz como Gastón Correa.
- Paulo Brunetti como Simón Lira.
- Pablo Cerda como Rubén Donoso.
- Catherine Mazoyer como Romina Jara.
- Héctor Noguera como Carlos Aguirre.
- Solange Lackington como María Teresa "Marité" Sagardia.
- Fernando Kliche como Eduardo "Guayo" Padilla.
- Loreto Valenzuela como Alicia Toro.
- Renata Bravo como Flora Soto.
- Paula Sharim como Luna Valladares.
- Héctor Morales como Justo Torres.
- Paola Giannini como Chamila Mainard.
- Nicolás Saavedra como Patricio Urquieta.
- Pablo Schwarz como Hugo Urquieta.
- Aranzazú Yankovic como Soledad Gallegos.
- Guido Vecchiola oomo Gonzalo Castro.
- Elvira Cristi como Victoria Núñez.
- Emilia Noguera como Bernardita Goye.
- María Gracia Omegna como Mercedes Pacheco Soto.
- Mario Horton como Bruno Cooper.
- María José Illanes como Trinidad Norambuena.
- Gonzalo Olave como Sebastián Cuevas.
- Elisa Zulueta como Julia Amigo.
- Cesar Caillet como Ignacio Solar.
- Fabiola Matte como Natalia Aguirre Sagardía.

#### Participaciones
- Luis Gnecco como Ernesto Anguita.
- Tomás Vidiella/Gabriela Hernández como Alfonso Salamanca.
- Sergio Hernández como Ronald del Río.
- Otilio Castro como Arturo Tapia.
- Gabriela Medina como tía de Flora.
- Sonia Mena como Sonia Garrido, tía de Pepa.
- Rodrigo Muñoz como Evaristo Anguita.
- Berta Lasala como Pascuala Foster.
- Arnaldo Berríos como Benigno Torres, papá de Justo.
- Teresita Reyes como Tía Chechi, dueña del café con piernas donde trabaja "Pepe".
- Aldo Bernales como Waldo, "Don Huaso".
- José Martin como Guillermo Aguilera "Memo", abogado de Aguirre.
- Lía Maldonado como Olivia Meneses, mamá de Grace.
- Renato Illanes como Mateo Fernández, papá de Grace.
- Víctor Rojas como Dr. Federico Canales, nuevo esposo de Doña Clarita.
- Luis Wigdorsky Jr. como Dr. Concha, ginecólogo de Romina y Vicky.
- Francisco González como Bastián, consejero matrimonial.
- Josefina Velasco como Joyce, consejera matrimonial.
- Bárbara Mundt como Elba, mamá de Pato.
- Alberto Zeiss como Padre Dionisio
- Verónica González como Carmen, mamá de Gastón.
- Francisco Ossa como Feliciano
- Ignacio Verdugo como Luis Valdés "El Negro".
- Sergio Madrid como Abogado de Nicolás
- César Arredondo como Chamán
- Jenny Cavallo como Ex de Lalo
- Arantxa Uribarri como Periodista

## Producción

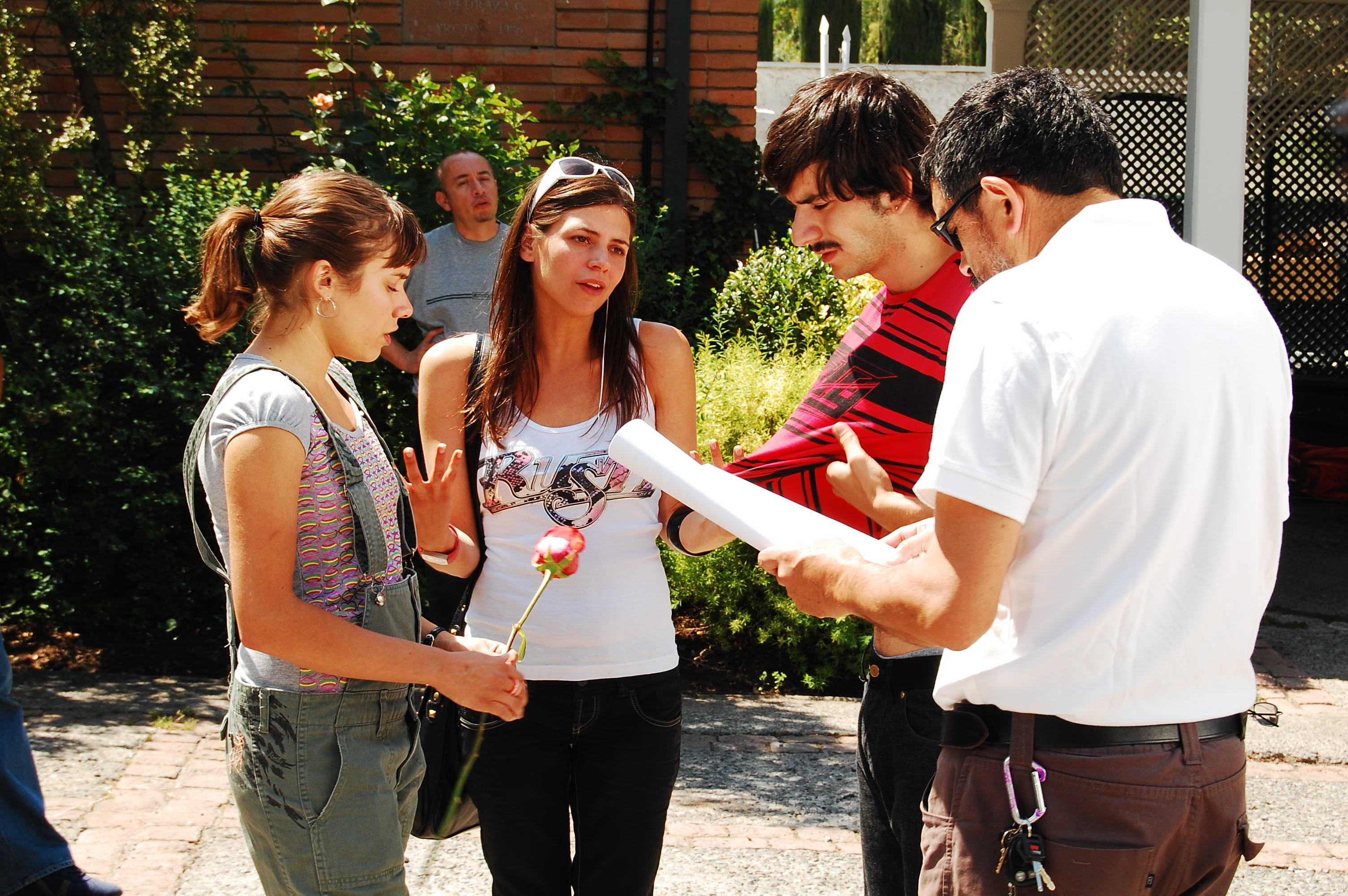
María Gracia Omegna, Fabiola Matte y Gonzalo Olave durante las filmaciones de la telenovela.

La producción de la telenovela arrancó a inicios de 2007, tras la adquisición de los derechos de la producción argentina Lalola. Las grabaciones comenzaron en julio de 2007, se iniciaron las grabaciones destinadas a la telenovela del segundo semestre de Canal 13, con un elenco completamente diferente a la producción fracaso  de Charly Tango, su equivalente en 2006. La actriz Blanca Lewin fue incorporada a la producción de la telenovela después de finalizar su contrato con Televisión Nacional de Chile, su competencia directa, donde no había logrado adquirir un personaje principal. Después de ser confirmada la actriz, se anunció la incorporación del actor Gonzalo Valenzuela, quien regresó a la cadena luego de su breve paso por Mega donde hizo Montecristo. Después de ser anunciados la pareja protagónica, se sumaron al elenco las actrices Íngrid Cruz y Solange Lackington, luego de semanas de especulaciones se integran finalmente al elenco Héctor Noguera, Diego Muñoz, Maricarmen Arrigorriaga, loreto Valenzuela, Aranzazú Yankovic, entre otros. 
La telenovela fue encargada al director Herval Abreu, sin embargo, tras algunas semanas, Abreu renunció quedando la serie a cargo de Ítalo Galleani. La salida de Abreu habría estado relacionada con los conflictos que enfrentaba con la directora del área dramática de la cadena, Verónica Saquel, y la forma de tratar el "cambio de sexo" del protagonista. Tras la salida del director, finalmente se aceptó la idea de que Lola mantuviera su conducta de hombre pese a su cuerpo, lo que obligó a filmar nuevamente todas las escenas de Lewin, que correspondían a más de la mitad del total a dos meses del inicio de las grabaciones.
Los productores de Canal 13, programaron el estreno de la telenovela durante el antepenúltimo capítulo de su predecesora, la exitosa telenovela Papi Ricky, con el objetivo de asegurar un piso de sintonía a su nueva producción dramática. La telenovela se estrenó el 26 de septiembre de 2007 en un corto episodio de menos de 24 minutos y alcanzó una sintonía promedio de 37,7 puntos, superando a sus competidores, Amor por accidente de TVN y Fortunato de Mega. En las semanas siguientes, pese a que la sintonía descendió promediando cerca de 20 puntos diarios, aventajó a sus rivales y se instaló como uno de los programas más exitosos de 2007.

## Recepción

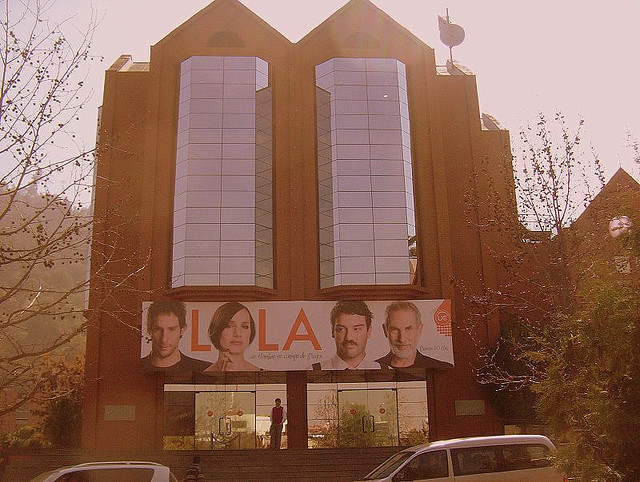
Gigantografía promocional de la telenovela en el Centro de Televisión de Canal 13.

La crítica aprobó en general a la telenovela, aplaudiendo la actuación de Blanca Lewin en su papel de hombre en cuerpo de mujer, y de otros personajes como el de Íngrid Cruz, pero criticó el plano desarrollo del personaje de Valenzuela y la actuación de Jorge Alberti en su participación especial durante el primer capítulo de la telenovela. Además, fueron valoradas su agilidad, su propuesta de comedia light de estilo de sitcom y su atrevimiento con algunos tópicos como la homosexualidad y su lenguaje, infrecuente en un canal conservador como Canal 13, aunque también se criticó el elitismo presentado en la serie, careciendo de personajes más "populares" y problemas sociales.
En diversos medios se cuestionó la actitud de Canal 13 hacia el guion original de la serie, especialmente debido a la línea editorial de éste, regida por las doctrinas de la Iglesia Católica en Chile, y la posible censura que le habría sido aplicada en Chile. Aunque los guionistas reconocieron que se aplicaron ciertos cambios a la versión original realizada en Argentina, negaron que el canal hubiera censurado algunas partes del guion. Tras algunos meses desde el inicio de las grabaciones, trascendió que sería filmado un beso entre los personajes de Grace y Lola, generando cierto revuelo la posibilidad de transmitir un beso entre dos mujeres por parte de Canal 13; la escena finalmente no fue grabada y, pese a las acusaciones de censura, la actriz Íngrid Cruz dijo que la reestructuración de dicha escena se debía a que estaba "mal escrita" y "había que modificarla" puesto que "no se justificaba el beso".

### Primera extensión
En enero de 2008, la producción continuó liderando la sintonía de la franja horaria de las 20.00 horas y sus transmisiones se extendieron durante los meses de inicios de 2008, aun cuando las telenovelas competidoras presentaron sus últimos capítulos durante la última semana de 2007 y la primera de 2008. Durante los meses del verano austral, Canal 13 comenzó una campaña publicitaria para promocionar Don Amor, rodada en Puerto Rico que reemplazaría a la serie. En marzo de 2008, fecha planeada para emitir el capítulo final de la serie, comenzaron a configurarse los cambios para el desenlace. El actor Jorge Alberti, se incorporó definitivamente a la nueva producción, dando un giro radical a la historia al hacer que el hechizo sobre Lalo Padilla fuera en realidad un intercambio de cuerpos. Nuevos personajes fueron incorporados con Jorge Alberti para reforzar la historia, Pablo Cerda y Lorena Capetillo aparecieron como Rubén y Miriam.
Sin embargo, durante los capítulos finales, el guion debió ser modificado para reducir las actuaciones de Gonzalo Valenzuela, uno de los personajes protagónicos, quien se encontraba en Buenos Aires cuidando de su esposa, quien se encontraba con problemas en el desarrollo de su embarazo. Así, el desenlace de la telenovela dejó de lado por completo al personaje de Diego y se centró más en la aparición de Pepe/Pepa y de Rubén. Incluso fue dedicado un capítulo completo para explicar a los televidentes la historia de Pepa y su transformación en hombre, inspirados en el capítulo Los otros 48 días de la segunda temporada de Lost.
Al igual que en el inicio de Lola, Canal 13 programó el estreno de Don Amor el día 3 de marzo de 2008, mientras se promocionaban los últimos capítulos de la telenovela predecesora. Lola mantuvo su sintonía sobre los 20 puntos, pero tras el fin de cada episodio, esta descendía considerablemente dejando cerca de los 15 puntos a la producción chileno-puertorriqueña, siendo superada por su competidora Viuda alegre y empatando técnicamente con Mala conducta.

### Segunda extensión
Tras ser la tercera telenovela más larga de la historia de Chile, la telenovela finalizó el 4 de noviembre de 2008, con un promedio de 25 puntos de sintonía, aunque en su renovación no pudo ganarle a los 19 puntos de Hijos del Monte de TVN, mientras los demás canales, 7 puntos de Mala conducta de CHV y 11 puntos de Mega.